# Medzihradszky Kálmán
Medzihradszky Kálmán (Rákoscsaba, 1928. április 20. – Budapest, 2019. május 20.) magyar kémikus, egyetemi tanár, a Magyar Tudományos Akadémia rendes tagja. A peptidkémia, ezen belül a természetes peptidek szerkezete és biológiai hatása közti összefüggések vizsgálata nemzetközi hírű tudósa. 1983 és 1989 között az ELTE Természettudományi Kar dékánja.

## Életpályája
1946-ban érettségizett a budapesti Állami Zrínyi Miklós Gimnáziumban, majd felvették a Pázmány Péter Tudományegyetem Bölcsészettudományi Kar vegyész szakára, ahol az addigra Eötvös Loránd Tudományegyetemmé átnevezett intézmény Természettudományi Karán szerzett diplomát 1950-ben. Diplomájának megszerzése után az ELTE TTK Szerves Kémia Tanszékének oktatója lett Bruckner Győző mellett. Kezdeti kutatói korszakában az anthrax-poliglutaminsav szerkezetvizsgálata, 1960 és 1964 között pedig a humán adrenokortikotrop hormon megvalósított teljes szintézise állt. Ezért 1970-ben Állami Díjjal tüntették ki. Az oktatói ranglétrát végigjárva 1971-ben egyetemi tanári kinevezést kapott. 1976-ban a TTK Vegyész Szakbizottságának vezetője lett, majd 1980-ban az egyetem rektorhelyettesévé választották. 1983-ban megválasztották a kar dékáni tisztségébe. Hivatali idején kezdődött meg az ELTE lágymányosi épületegyüttesének építése, a kémiai részleget 1989-ben vehette át. Ebben az évben járt le a mandátuma is. Ezután a kar Kémiai Tanszékcsoportjának vezetője volt 1993-ig. 1998-ban nyugdíjba vonult, egy évre rá professor emeritus címet kapott. 2003-ban az ELTE díszdoktorává avatta. Egyetemi pályafutása mellett 1970-től az MTA Peptidkémiai Kutatócsoportjának tudományos munkáját irányította, 1990–1998 között annak szervezeti vezetője is volt. 1976 és 1991 között az MTA Központi Kémiai Kutatóintézet Molekulárfarmakológiai Osztályát vezette.
1967-ben védte meg a kémiai tudományok kandidátusi, 1970-ben akadémiai doktori értekezését. 1982-ben megválasztották a Magyar Tudományos Akadémia levelező, 1990-ben pedig rendes tagjává. Korábban már az MTA Szerves Kémiai Bizottságának tagja, majd hat éven át elnöke volt. 2005-ben az MTA Kémiai Tudományok Osztálya elnökévé választották. Emellett a Hálózati Tanácsba is bekerült. Akadémiai tisztségei mellett az Európai Peptid Társaság (European Peptide Society) egyik alapító tagja.

## Munkássága
Kutatási területe az aminosavak, peptidek és fehérjék kémiája, a természetes peptidek szerkezete és biológiai hatása közti összefüggések vizsgálata.
Több magyarországi gyógyszergyár kutatóival közösen az emberi adrenokortikotrop hormon (azaz a mellékvesekéreg működését serkentő hormonok) teljes kémiai szintézisét hajtotta végre. Az 1970-es évektől vizsgálta az alfa-melanotropin (szintén hormon) szerkezeti és biológiai hatása közti összefüggéseket és az ebből származó kísérleti eredményei alapján felállította és igazolta a többszörös aktív centrumok elméletét.
Munkája során több citosztatikus peptidszármazékot állított elő, valamint az opioid receptorok affinitásának vizsgálatához egy peptidtípus, az enkefalin egyes származékait szintetizálta. Fontos felfedezése volt továbbá 1954-ben a glutaminsav-peptidek molekulán belüli keresztkötődésének (intramolekuláris transzpeptidáció) felismerése.

## Díjai, elismerései
- Akadémiai Díj (1962)
- Állami Díj I. fokozat (1970) – A mellékvesék működését serkentő emberi hormon (ACTH) első szintézisének megvalósításáért. Megosztott díj Bajusz Sándorral és Kisfaludy Lajossal.
- Pro Universitate ELTE (1985)
- Heyrovsky-aranyérem (1982, Csehszlovák Tudományos Akadémia)
- A Magyar Köztársasági Érdemrend középkeresztje (1998)
- Pro Scientia Honoris Causa Érem (2001)
- J. Rudinger Award (2002, EPS)
- Bruckner Győző-díj (2004)
- Eötvös József-díj (2005)
- Pázmány Péter-díj (2009, Pro Renovanda Cultura Hungariae Alapítvány)

## Főbb publikációi
- Effect of Secondary Enzyme-Substrate Interaction on the Cleavage of Synthetic Peptides by Pepsin (társszerző, 1970)
- The Bio-Ogranic Chemistry of Alfa-Melanotropin (1982)
- A New Potential Affinity Label for the Opiate Receptor (társszerző, 1983)
- Irreversible Labeling of Rat Brain Opioid Receptors by Enkephalin Chlolomethyl Ketones (társszerző, 1986)
- Electrostatic Complementarity within the Substrate-Binding Pocket of Trypsin (társszerző, 1988)
- A peptidszintézis szerepe az opioid rendszerek kialakulásában (1990)
- A Novel Opioid Structure Which Accepts Protonated as well as Non-Protonated Nitrogen (társszerző, 1992)